# Koen Bouwman
Koen Bouwman (n. 2 decembrie 1993, Ulft⁠(d), Gelderland, Țările de Jos) este un ciclist neerlandez, care în prezent concurează pentru Team Jumbo-Visma echipă UCI WorldTeam.

## Rezultate în Marile Tururi

### Turul Italiei
5 participări
- 2018: locul 50
- 2019: locul 41
- 2020: nu a terminat cursa
- 2021: locul 12, câștigător al etapei a 2-a
- 2022: locul 21, câștigător al etapelor a 7-a și a 19-a

### Turul Spaniei
3 participări
- 2016: locul 123
- 2017: locul 41
- 2021: locul 42